# Шарлейн Харис
Шарлейн Харис (на английски: Charlaine Harris) е американска писателка на бестселъри в жанровете криминална литература, трилър (вкл. паранормален трилър) и фентъзи.

## Биография и творчество
Шарлейн Харис Шулц е родена на 25 ноември 1951 г. в Туника, Мисисипи, САЩ, в семейството на Робърт Ашли и Джейн Харис. Майка ѝ е била библиотекарка, която от малка я запалва да обича литературата. Ранните ѝ творби са стихотворения за призраци и тийнейджърски тревоги. През 1973 г. завършва колежа „Роудс“ в Мемфис с бакалавърска степен по английски език и масова комуникация. В колежа се опитва да пише пиеси. Там се занимава и със спорт – вдигане на щанги и карате.
След дипломирането си работи в различни вестникарски издателства в Мемфис – в периода 1973 – 1974 г. е оператор на офсет в „Bolivar Commercial“, през 1974 – 1975 г. е словослагател в „Clarksdale Press Register“, през 1975 – 1977 г. е словослагател в „Delta Design Group“, а през 1977 – 1978 г. е словослагател в „Federal Express Corp.“.
На 5 август 1978 г. се омъжва за втория си съпруг Харолд Шулц, инженер-химик. Имат три деца – Патрик, Тимъти и Джулия Шулц.
Докато се грижи за отглеждането на децата си Шарлейн започва да пише криминални романи. Първият от тях „Sweet and Deadly“ е издаден през 1981 г., а вторият „A Secret Rage“ през 1984 г., но и двата нямат особен успех.
През 1990 г. с трилъра „Real Murders“ започва публикуването на поредицата детективски романи с главна героиня Аурора Тийгардън. През 1996 г. с романа „Shakespeare's Landlord“ авторката поставя начало на по-мрачната и провокативна серия с главна героиня детективката от селските райони на Арканзас Лили Бард. Въпреки оценката на критиката тя не постига желания успех.
Тогава ѝ хрумва да комбинира елементи от научната фантастика, криминалните и романтичните жанрове. Първият фентъзи трилър „Мъртви преди мрак“ излиза през 2001 г. и дава начала на нейната най-известна серия „Истинска кръв“. В нея главна героиня е владеещата телепатия сервитьорка Суки Стакхаус, която работи в бар в Бон Тамп в северната част на Луизиана и има участта да се влюби във вампир. Романът бързо привлича вниманието на критиката и на почитателите на вампирските саги. Той е удостоен с наградата „Антъни“ за най-добро джобно издание през 2001 г. Стимулирана от неочаквания за нея успех, Шарлейн бързо развива поредицата, и героинята ѝ Суки се впуска в различни разследвания на мистерии, включващи вампири, върколаци и други ужасяващи свръхестествени същества.
От 2008 г. по романите за Суки Стакхаус е филмиран телевизионния сериал „Истинска кръв“ от продуцента Алън Бол с участието на Ана Пакуин, като Суки, и Стивън Мойър, като вампира Бил Комптън. Сериалът се нарежда сред най-успешните на HBO.
През 2005 г. с трилъра „Grave Sight“ Шарлейн Харис стартира серията „Харпър Конъли“. Главната героиня Харпър Конъли е млада жена, която след като е била ударена от мълния, е в състояние да намери труповете и да види последните им мигове през очите на починалия. През 2011 г. по романите са направени комикси.
Шарлейн Харис е член на Асоциацията на писателите на криминални романи на Америка, на други писателски организации, и активно участва в благотворителните акции на Червения кръст и Армията на спасението.
Шарлейн Харис живее със съпруга си и децата си в Магнолия, Арканзас. Освен че е киноман, тя обича да поддържа градината, да готви, да разхожда кучетата и да чете, особено за нерешени случаи на убийства.

## Произведения

### Самостоятелни романи
- Sweet and Deadly (1981) – издадена и като „Dead Dog“
- A Secret Rage (1984)
- Layle Steps Up (2010)
- A Taste of True Blood (2010)
- Inherit the Dead (2013) – с Ч. Дж. Бокс, Лий Чайлд, Мери Хигинс Кларк, Джон Конъли, Джонатан Сантлоуфър и Лайза Унгър
- Indigo (2017) – с Кели Армстронг, Кристофър Голдън, Тим Лебон, Джонатан Мабъри, Сейнън Макгуайър, Джеймс А. Мур, Марк Морис, Шери Прайст и Кат Ричардсън

### Серия „Аурора Тийгардън“ (Aurora Teagarden)
1. Real Murders (1990)
2. A Bone to Pick (1992)
3. Three Bedrooms, One Corpse (1994)
4. The Julius House (1994)
5. Dead Over Heels (1996)
6. A Fool and His Honey (1999)
7. Last Scene Alive (2002)
8. Poppy Done to Death (2003)
9. All the Little Liars (2016)
10. Sleep Like a Baby (2017)

### Серия „Лили Бард“ (Lily Bard)
1. Shakespeare's Landlord (1996)
2. Shakespeare's Champion (1997)
3. Shakespeare's Christmas (1998)
4. Shakespeare's Trollop (2000)
5. Shakespeare's Counselor (2001)

### Серия „Истинска кръв“ (Sookie Stackhouse)
1. Dead Until Dark (2001) – награда „Антъни“
Мъртви преди мрак, изд.: ИК „Хермес“, София (2009), прев. Светла Ганева-Морисън
2. Living Dead in Dallas (2002)
Мъртви в Далас, изд.: ИК „Хермес“, София (2010), прев. Калина Кирякова
3. Club Dead (2003)
Клубът на мъртвите, изд.: ИК „Хермес“, София (2010), прев. Калина Кирякова
4. Dead to the World (2004)
Мъртви за света, изд.: ИК „Хермес“, София (2011), прев. Калина Кирякова
5. Dead as a Doornail (2005)
Мъртви на прага, изд.: ИК „Хермес“, София (2011), прев. Калина Кирякова
6. Definitely Dead (2006)
7. All Together Dead (2007)
8. From Dead to Worse (2008)
9. Dead and Gone (2009)
10. Dead in the Family (2010)
11. Dead Reckoning (2011)
12. Deadlocked (2012)
13. Dead Ever After (2013)

#### Съпътстващи издания
- A Touch of Dead (2009)
- The Sookie Stackhouse Companion: A Complete Guide to the True Blood Mystery Series (2011)
- After Dead: What Came Next in the World of Sookie Stackhouse (2013)

#### Разкази към серията
- Fairy Dust (2004)
- One Word Answer (2005)
- Dracula Night (2007)
- Gift Wrap (2008)
- Lucky (2008)
- A Touch of Dead (2009) [C]
- Two Blondes (2010)
- If I Had a Hammer (2011)
- Small-Town Wedding (2011)
- Vampires, Two-Natured, and Fairies, Oh My!: Sookie Discusses the Creatures She's Met (2011)
- Playing Possum (2012)

### Серия „Харпър Конъли“ (Harper Connelly)
1. Grave Sight (2005)
2. Grave Surprise (2006)
3. An Ice Cold Grave (2007)
4. Grave Secret (2009)

### Серия „Момичето от гробищата“ (Cemetery Girl) – сКристофър Голдън
1. The Pretenders (2014)
2. Inheritance (2014)
3. Haunted (2018)

### Серия „Среднощ, Тексас“ (Midnight, Texas)
1. Midnight Crossroad (2014)
2. Day Shift (2015)
3. Night Shift (2016)

### Серия „Гюни Роуз“ (Gunnie Rose)
1. An Easy Death (2018)
2. A Longer Fall (2020)
3. The Russian Cage (2021)

### Участие в общи серии с други писатели

#### Серия „Гилдията на ловците“ (Guild Hunter Collection) – сИлона Андрюс,Мелджийн БрукиНалини Синг
- Must Love Hellhounds (2009)

### Комикси
- Grave Sight Part 1 (2011)
- Grave Sight Part 2 (2011)

### Филмография
- 2008 – 2013 Истинска кръв, True Blood – ТВ сериал
- 2010 A Drop of True Blood – ТВ сериал